# Erzeparchie Erbil
Die Erzeparchie Erbil (lateinisch Arbilensis Chaldaeorum) ist eine mit der römisch-katholischen Kirche unierte chaldäisch-katholische Erzeparchie mit Sitz in Erbil, Autonome Region Kurdistan, Irak. Die Diözese wurde am 7. März 1968 aus dem 1789 gegründeten Erzbistum Kirkuk heraus gegründet.

## Ordinarien
- Stéphane Babaca (1969–1994)
- Hanna Markho (1994–1996)
- Jacques Ishaq (1997–1999)
- Yacoub Denha Scher (2001–2005)
- Rabban al-Qas (Apostolischer Administrator 2007–2010)
- Bashar Warda CSsR (seit 2010)